# ヘル・ボルハルト・ゼリンスキー反応
ヘル・ボルハルト・ゼリンスキー反応（ヘル・ボルハルト・ゼリンスキーはんのう、英語: Hell–Volhard–Zelinsky reaction）とは、有機合成化学におけるハロゲン化反応の一種。カルボン酸の α位の水素をハロゲン原子（主に臭素）に置き換える。呼称は Carl M. von Hell、Jacob Volhard、ニコライ・D・ゼリンスキーにちなむ。
反応ではカルボン酸に対し、臭素と触媒量の三臭化リンを加える。まずカルボン酸が酸臭化物に変えられ、そこから互変異性化したエノールの2位が臭素の攻撃を受け α-ブロモカルボン酸臭化物となる。反応終了後の加水分解により  α-ブロモカルボン酸を得る。三臭化リンはリンと臭素の反応で容易に生成するので、この反応はカルボン酸にリンと臭素の混合物を加熱するだけでも反応する。
また、この反応で得たα-ブロモカルボン酸を塩基性条件下で処理する事によって、α-ヒドロキシ酸を得る事ができる。
α-ブロモカルボン酸は各種求核剤との反応による官能基化、エステルとした後のリフォマトスキー反応など、合成上の用途は広い。